# 화점정석
화점정석은 화점을 기착점으로 수순이 전개되는 정석이다. 귀를 개방해 굳힘을 서두르지 않으며, 화점을 거점으로 실리나 외세를 선택할 수 있고 변과 중앙으로의 발전성이 다분한 정석이다. 협공 정석을 포함해 화점날일자받음정석, 화점눈목자받음정석, 화점한칸뛰어받음정석, 화점뛰어붙임정석 등이 있다.